# Down Town
A Down Town a The KLF kislemeze, melyet még Justified Ancients Of Mu Mu néven adtak ki. Ebben a dalban a gospel kórust ötvözik a house zenével, s minderre Petula Clark 1964-es kislemezét, a Downtown-t keverték rá.
Saját bevallásuk szerint eredetileg sample-mentes számot szerettek volna csinálni, de aztán sokadjára is vállalták a plágium következményeit. Drummond erre a Bibliából idézett: "Mint az eb megtér a maga okádására, úgy a bolond megkettőzteti az ő bolondságát."

## Számok listája
1. Down Town
2. Down Town (voxless)

A 7"-es és a 12"-es lemez között mindössze a számok hosszában volt eltérés.